# Ács Petra
Ács Petra (Budapest, 1995 –) magyar színésznő, bábművész.

## Életpályája
2014-ben a Babits Mihály Gimnáziumban érettségizett. A Pesti Magyar Színiakadémián színész II. képesítést szerzett 2017-ben. 2017-2022 között a Színház- és Filmművészeti Egyetem bábszínész szakán tanult, Meczner János és Ellinger Edina osztályában. 2022-től a Szegedi Nemzeti Színház tagja.

## Színházi szerepei

### Szegedi Nemzeti Színház
- Alan Jay Lerner – Frederick Loewe: My Fair Lady – Eliza Doolittle
- Fábián Péter: Kacsa – Játsszák
- Joël Pommerat: A két Korea újraegyesítése – Szereplők
- Heinrich von Kleist: Az eltört korsó – Éva, a lánya

- Dale Wasserman: Kakukkfészek – Candy Starr
- Joseph Stein – Jerry Bock – Sheldon Harnick: Hegedűs a háztetőn – Chava, a harmadik lány
- Eisemann Mihály – Halász Imre – Békeffi István: Egy csók és más semmi – Teca
- Presser Gábor-Sztevanovity Dusán: A padlás – Süni

## Filmes és televíziós szerepei
- Holnap tali! (2017) ...Gitta

## Díjai
- Soós Imre-díj (2025)[3]